# Epiphragma (Epiphragma) gaigei
Epiphragma (Epiphragma) gaigei is een tweevleugelige uit de familie steltmuggen (Limoniidae). De soort komt voor in het Neotropisch gebied.